# Falsa alba

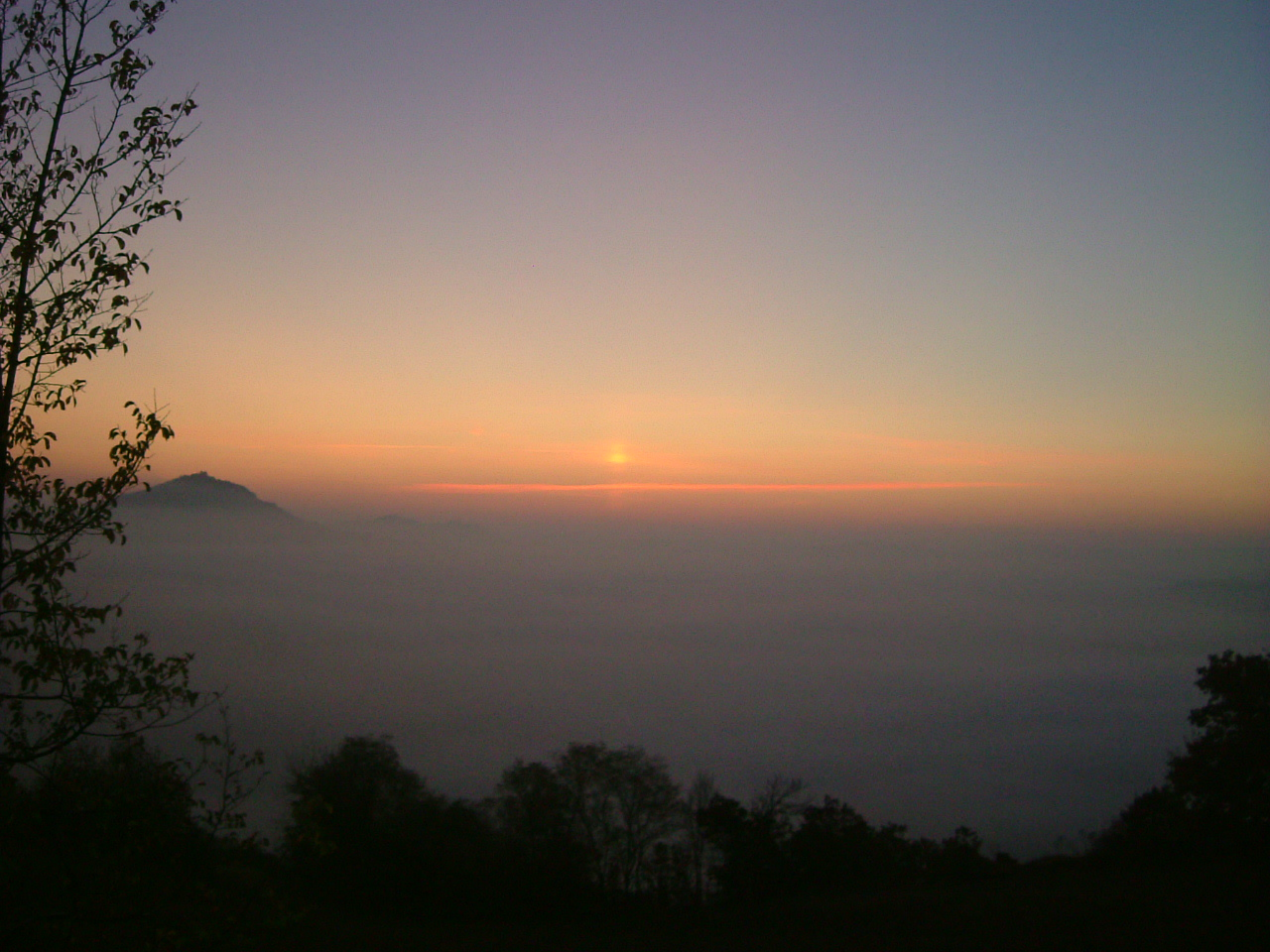
Falsa alba fotografata vicino al Monte delle Formiche durante l'autunno del 2008

La falsa alba (o più propriamente falsa aurora) è un particolarissimo tipo di parelio (o cane del sole) che si manifesta durante l'alba quando il Sole si trova ancora sotto l'orizzonte. 
In alcuni periodi dell'anno, l'orizzonte vicino al Sole che sorge inizierà a brillare insolitamente presto. Questo precoce bagliore non proviene direttamente dal Sole ma dalla riflessione della sua luce da parte di nubi altissime composte da cristalli di ghiaccio.